# 아라토스

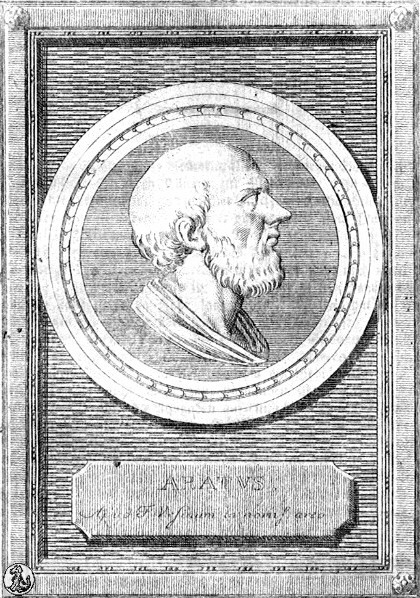
아라토스

아라토스(그리스어: Ἄρατος ὁ Σολεύς)는 기원전 3세기의 학자·시인이다. 소아시아 킬리키아의 솔로이에서 출생, 후에 아테네로 옮겨서 마케도니아의 궁전에도 초빙되었다. <파이노메나(Phainomena)>로 명성을 떨쳤다. <엘레게이아> <찬가> <에피그램> 등 많은 시를 썼으나 오늘날에는 <파이노메나>를 제외하고는 전부 소실되었다.

## 파이노메나

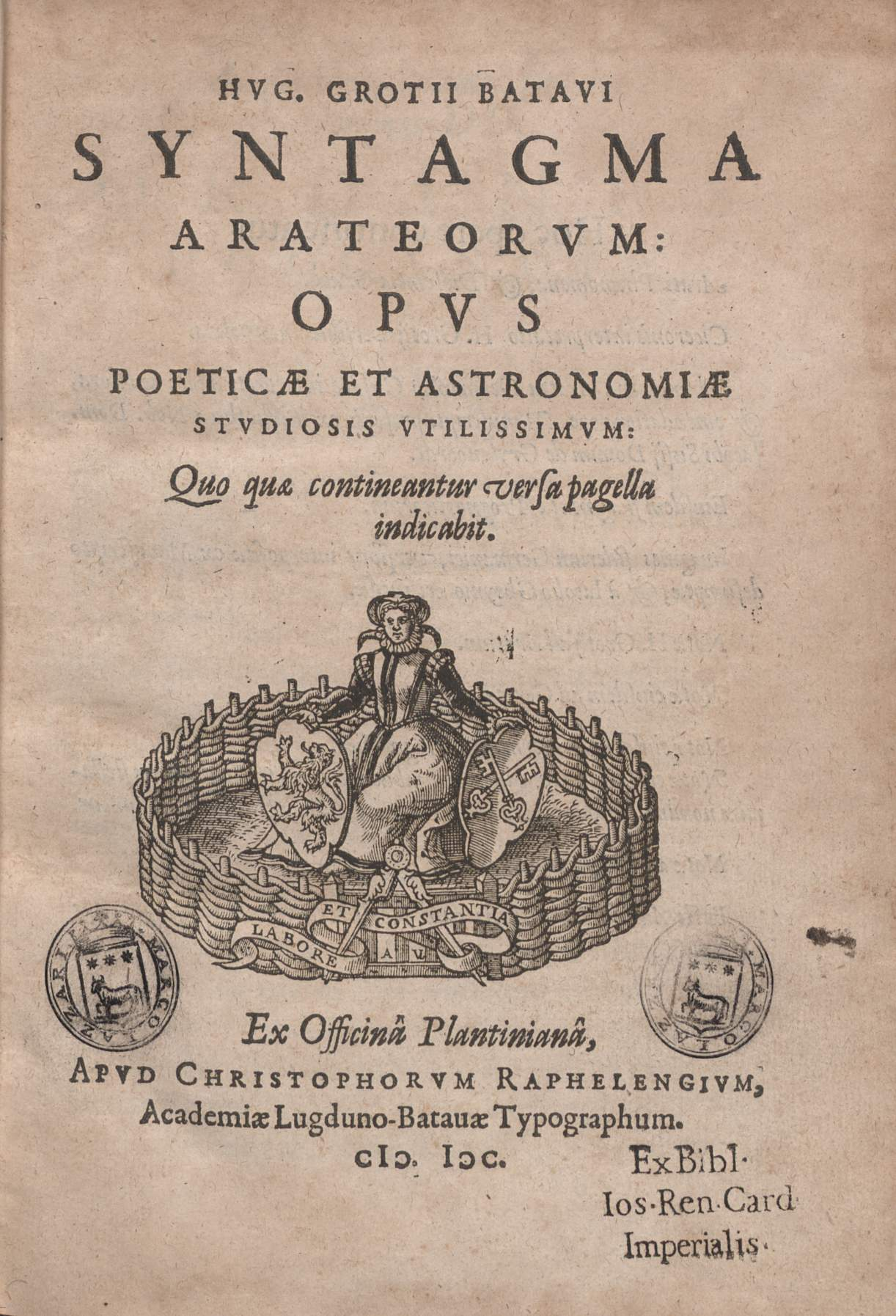
Phaenomena

기원전 270?. 아라토스 작. 천문에 관한 서사시. 헤시오도스의 문체, 호메로스의 용어를 원용하고 있으나 내용은 기원전 4세기의 크니도스의 천문학자 에우독소스의 연구서를 바탕으로 한 사이비 과학적 천문서. <천기예보>라는 별명으로 불리는 시도 포함되는데 로마 시대 이 작품의 번역물이 많이 나왔다.

## 참고 문헌
- 이 문서에는 다음커뮤니케이션(현 카카오)에서 GFDL 또는 CC-SA 라이선스로 배포한 글로벌 세계대백과사전의 내용을 기초로 작성된 글이 포함되어 있습니다.